# Нармацкий, Андрей Петрович
Андрей Петрович Нармацкий (Нармоцкий, Нармацкой, род. около 1730 — ум. вскоре после 1773, Тобольск) — отставной офицер и помещик Казанской губернии, известный как авантюрист, мошенник и разбойник. Также имел репутацию речного пирата

## Биография
Происходил из богатого, но недостаточно знатного дворянского рода Нармоцких (Нармацких, Нормантских) литовского происхождения. Родовым имением было село Шуран на берегу Камы, которое в начале XVIII века принадлежало прапорщику Юрию Васильевичу Нармацкому, затем земля перешла по наследству его сыну Лаврентию, потом — внуку Петру и наконец досталась Андрею Петровичу, который вышел в отставку в звании капитана и поселился в Шуране с 1750-х гг.
Построил себе на берегу Камы усадьбу в виде средневекового замка с двумя башнями (до настоящего времени сохранилась лишь ничем не примечательная центральная часть здания, а башни были снесены в XIX веке). Часто собирал у себя на пиры местных дворян, среди которых распространял легенду о своём происхождении от нормандских герцогов. Пиры требовали значительных расходов.
Семейство Нармацких увеличивало численность своих крепостных крестьян за счёт беглых (подобная практика была широко распространена в XVIII веке в заволжских землях, так как у правительства не хватало возможностей преследовать всех виновных, а помещики, на чьих землях поселялись беглые, откупались взятками). Из этих беглых отставной капитан Андрей Нармацкий собрал свою банду, которая грабила суда, проплывающие по Каме. Позднее, осмелев, Нармацкий стал также нападать на проезжих и даже на мелких чиновников, уничтожая обнаруженные у них жалобы на себя и свою банду. Награбленные деньги Нармацкий частично использовал для подкупа высокопоставленных чиновников, благодаря чему обзавёлся в столице влиятельным покровителем — им стал камердинер Екатерины II А. И. Сахаров, чьё имение располагалось по соседству с Шураном.
Жалобы на Нармацкого давно поступали в столицу, однако следствие всячески затягивалось благодаря покровителям Нармацкого. В мае 1771 г. Нармацкий был арестован и препровождён в столицу по обвинению в изготовлении фальшивых ассигнаций. После впадения камердинера Сахарова в немилость Екатерина II настояла на ускоренном разбирательстве по делу Нармацкого. В августе 1773 г. он был лишён чинов и дворянства и приговорён к ссылке в Тобольск.
В Тобольске Нармацкий написал донос на губернатора Д. И. Чичерина. Согласно неподтверждённым сведениям, когда губернатор перехватил донос, он приказал расправиться с Нармацким, и того утопили в Иртыше.

## Наследники
У Нармацкого были сын Пётр и дочь Мария. Пётр окончил гимназию вместе с Г. Р. Державиным, был глубоко религиозным и осуждал крепостничество, ввиду чего был признан умалишённым при активном содействии сестры Марии, которая унаследовала огромное состояние: кроме Шурана, Сорочьих Гор и Полянок, Андрей Нармацкий владел несколькими деревнями в Лаишевском, Тетюшском и Казанском уездах. Кроме этого, у него были ещё имения в Нижегородском, Тульском, Владимирском, Саратовском наместничествах и в Московской губернии. Мария вышла замуж за соседнего помещика Я. Кудрявцева, сына казанского вице-губернатора Н. Н. Кудрявцева, который был существенно старше её по возрасту (по этой причине ряд историков предполагали, что Мария вышла замуж за сына Я. Н. Кудрявцева, также Якова, который родился в 1753 году и примерно совпадал по возрасту с Марией).